# Enologia
L'enologia (dal greco "οίνος" (vino) e "λόγος" (studio)) è la scienza che studia la trasformazione dell'uva in vino, l'uva adatta alla sua produzione (la microbiologia, la chimica e le caratteristiche sensoriali), ma anche il processo produttivo in sé, quindi le tecniche ad esso connesso (es. filtrazioni, pressatura, rimontaggi).

## Generalità
Dovendo tracciare un arco temporale nel quale inquadrare gli oggetti di studio dell'enologia, per l'uva solitamente in enologia si fa riferimento al periodo che va dalla fase erbacea alla maturità tecnologica (ovvero il momento in cui mediante analisi si ritiene che il frutto abbia in sé le concentrazioni necessarie di sostanze utili all'obiettivo enologico prefissato, es. vino spumante, vino di pronta beva, vino da invecchiamento, vino passito ecc., tale momento coincide con la vendemmia). Per quanto attiene al vino, l'enologia se ne occupa dall'ammostatura (o vinificazione delle uve) sino all'imbottigliamento, ma anche oltre in quanto si occupa anche della conservazione del prodotto.
Le caratteristiche di un vino sono determinate essenzialmente da due fattori: il vitigno o i vitigni utilizzati per produrlo, ed il "terroir", vocabolo francese che non ha un corrispondente termine in italiano, e che indica l'insieme delle caratteristiche geologiche, fisiche e climatiche del territorio nel quale cresce la vite. Ogni vitigno possiede caratteristiche aromatiche tali da influenzare significativamente il vino che ne deriva.
Il termine "terroir" comprende il tipo di terreno (calcareo, gessoso, ecc.), il numero di giorni di sole, l'umidità, la temperatura, e le condizioni ambientali in genere; ogni vitigno si adatta più o meno bene ad un "terroir", per cui il prodotto finale sarà influenzato anche da questa scelta.
Perché il vino mantenga le proprie caratteristiche è importante che venga conservato in maniera adatta; in questo senso diventano fondamentali le caratteristiche che deve avere la cantina ideale.
La degustazione infine è l'insieme delle tecniche elaborate per poter gustare al meglio un vino e valutarne in maniera per quanto possibile oggettiva le caratteristiche organolettiche.

## Viticoltura
La viticoltura è fondamentale nella produzione del vino; fino a pochi anni fa si riteneva che per ottenere un buon vino si dovesse curare maggiormente il lavoro in cantina; da pochi anni a questa parte si è constatato che per ottenere un prodotto qualitativamente elevato occorre dedicarsi con attenzione anche alle attività in vigna (pratiche agronomiche).

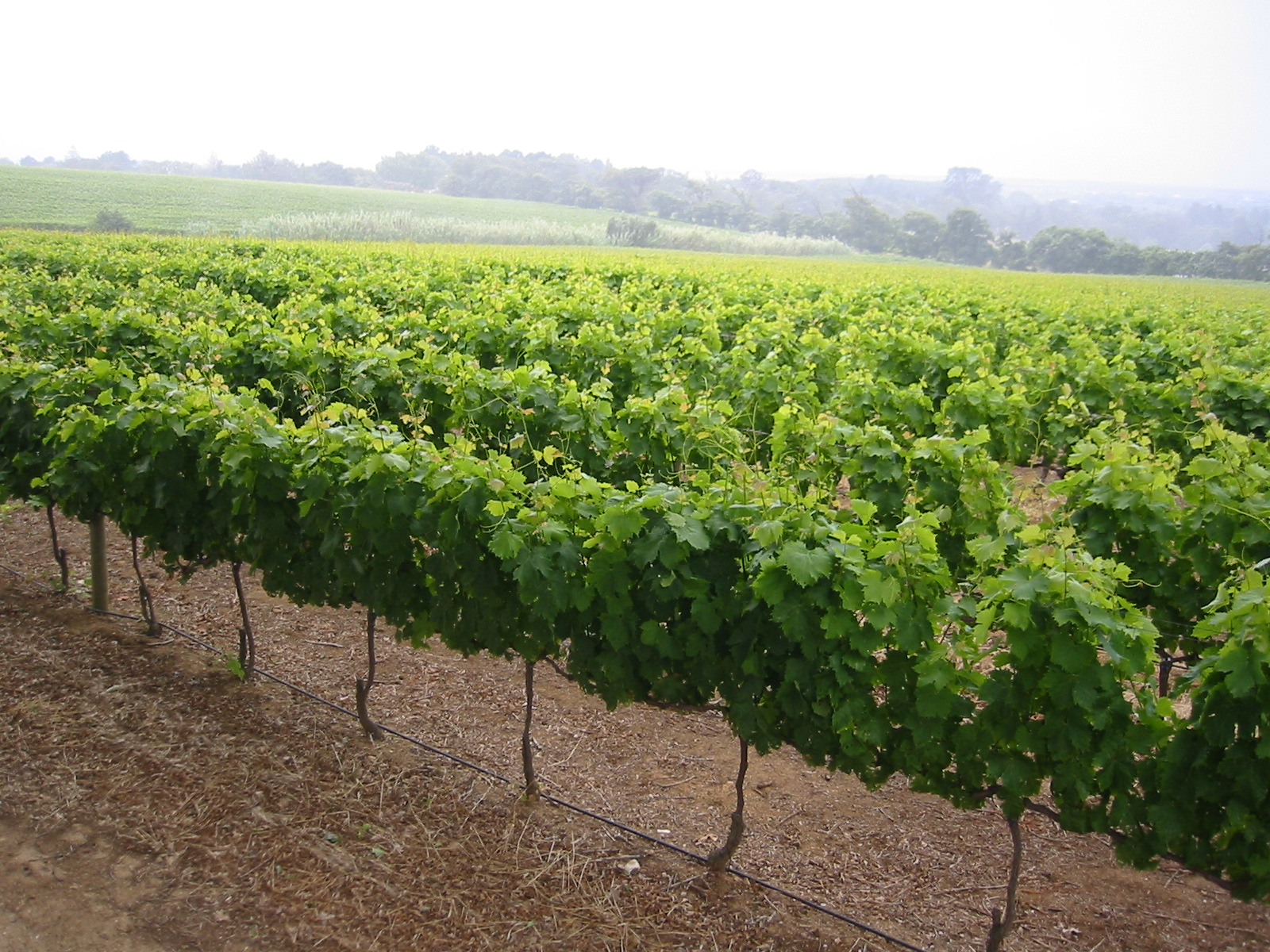
I filari di un vigneto

La vite è una pianta che ha un ciclo vegetativo annuale suddiviso in periodi, ognuno dei quali si chiama “fase fenologica”.
La pianta della vite ha un ciclo biologico (vita) della durata di circa 40 anni; per i primi tre anni la pianta non è produttiva, il periodo migliore per la produzione va dal quinto al venticinquesimo anno. Non è comunque raro trovare vigne molto vecchie che forniscono ancora un ottimo prodotto.
Le zone di coltivazione della vite si trovano quasi esclusivamente fra il 30º ed il 50º grado di latitudine nord e sud, e ad un'altitudine compresa tra il livello del mare ed i 1000 metri circa.
La vite è quindi una pianta che si adatta a climi molto differenti tra loro; tuttavia, all'aumentare della latitudine (e dell'altitudine) si preferisce la coltivazione delle uve a bacca bianca, meno resistenti ai freddi autunnali e quindi vendemmiabili a fine estate, mentre al diminuire della latitudine (e dell'altitudine) si preferisce coltivare uve a bacca rossa e vitigni che possono essere sottoposti alla cosiddetta “vendemmia tardiva”, destinati a produrre vini ad elevata gradazione alcolica.
I fattori fondamentali che permettono di ottenere delle ottime uve da vino, e quindi dei vini di qualità, sono il vitigno (varietà di vite utilizzata), il tipo di terreno (uno stesso vitigno fornisce prodotti più o meno buoni a seconda del tipo di terreno in cui è piantato), il “sesto d'impianto” o densità di distribuzione delle piante (con sesti d'impianto fitti si producono pochi grappoli di uva per pianta ma di migliore qualità), il tempo di esposizione alla luce (almeno 1600 ore/anno), il clima temperato, la zona in cui si trova la vigna (in Italia i pendii collinari sono solitamente le zone di produzione dei vini migliori).
Fra le attività in vigna sono da considerarsi determinanti ai fini della qualità del prodotto finale le potature, ed il diradamento dei grappoli (come detto, minore è il numero di grappoli per pianta, maggiore sarà la qualità dell'uva).
Ultimi parametri, ma non meno importanti, per la produzione di un vino di qualità, sono la scelta del giusto periodo della raccolta dell'uva (vendemmia), il sistema di raccolta (quello manuale, più selettivo, è preferibile al meccanico), ed il sistema di conferimento, o trasporto, delle uve in cantina (per preservarne l'integrità).
Naturalmente tutti i fattori indicati contribuiscono a determinare il prezzo più o meno elevato del prodotto finale.

## Vinificazione
Con il termine "vinificazione" si intende l'insieme delle operazioni necessarie per trasformare l'uva di determinati vitigni in vino; essa consiste sinteticamente nella pigiatura o spremitura dell'uva con conseguente formazione del mosto, nell'eventuale macerazione (fase in cui le vinacce rimangono a contatto, per un periodo di tempo più o meno lungo, con la polpa), nella trasformazione del mosto in vino (fermentazione alcolica, processo chimico in cui l'azione dei lieviti provoca la trasformazione dei glucidi in alcol e anidride carbonica), nella svinatura (separazione del vino dalle vinacce), nell'eventuale diminuzione dell'acidità Fermentazione malolattica, processo chimico in cui il verificarsi di determinate condizioni provoca la trasformazione dell'acido malico in acido lattico, consentendo così di ottenere un vino dal sapore meno acido e più armonico, e nel travaso del vino nei contenitori per l'eventuale affinamento e invecchiamento o direttamente per il consumo.
Esistono vari sistemi di vinificazione: le cosiddette vinificazioni in bianco, in rosato ed in rosso (che permettono di ottenere rispettivamente i vini bianchi, i vini rosati ed i vini rossi) e le vinificazioni che permettono di ottenere i vini spumanti (metodo classico, chiamato anche metodo champenoise, e metodo Martinotti chiamato anche metodo Charmat), i vini passiti, i vini liquorosi ed i vini aromatizzati.
Un tipo particolare di vinificazione, detto macerazione carbonica, è quella che permette di ottenere i vini novelli.
Essa consiste in una macerazione in vasche chiuse ermeticamente di uva intera disposta su graticci o cassette forate, sotto saturazione di CO2 aggiunta. L'ambiente saturo di CO2 permette, tramite processi enzimatici, la trasformazione di acido malico in acido lattico prima ancora della fermentazione alcolica. L'acido lattico conferisce caratteristiche di morbidezza rispetto all'acido malico che conferisce sapori più aspri ed acerbi. La CO2 sotto pressione favorisce la transizione degli antociani dalla buccia alla polpa, colorando infine il mosto che ne risulterà (effetto di estrazione). Passato un periodo variabile di tempo (da 15 a 20 giorni circa) terminerà la macerazione con CO2 e sul fondo della vasca si sarà accumulato mosto percolato dagli acini di uva (circa un 5% in peso rispetto all'uva inserita). Il restante mosto  (circa 70% in peso) verrà estratto con i convenzionali metodi di estrazione (pigiatura e pressatura). Il mosto di percolazione ed il mosto di estrazione meccanica verranno posti nello stesso recipiente (vasca o serbatoio) per procedere alla fermentazione alcolica.  Tale macerazione permette di non arricchire il vino in tannini che conferiranno caratteristiche di astringenza ma di estrarre antociani, che daranno al vino un colore rosso rubino.
La produzione di vini novelli interessa una grossa fetta del mercato di vino in bottiglia anche se, alcuni tecnici e degustatori professionisti non sono favorevoli a questo tipo di prodotto in quanto, la macerazione carbonica, non conferisce caratteristiche di pregio ai vini prodotti.

## Conservazione

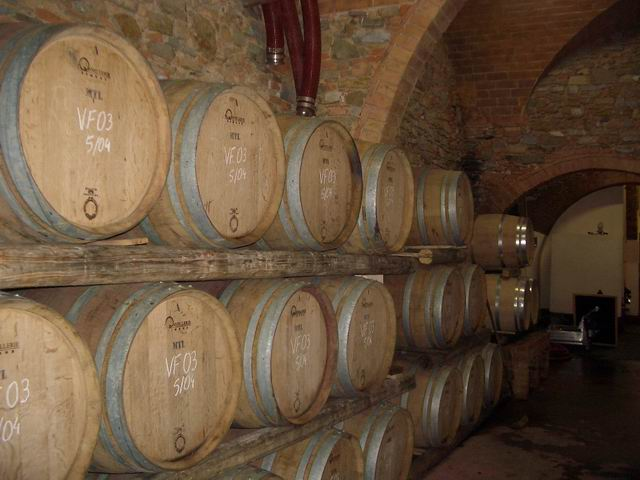
Una cantina per la maturazione del vino in botti

Il luogo destinato alla conservazione del vino è la cantina. Con questo termine si identificano sia i locali dell'azienda produttrice in cui si effettua la vinificazione, la conservazione del vino appena prodotto ed il suo affinamento (élevage), sia il locale privato dove vengono conservate le bottiglie di vino.
La cantina ideale di un'azienda dovrebbe disporre di vari locali separati, ognuno adeguato al tipo di funzione alla quale è destinato:
- ricevimento delle uve

il locale dovrà essere dotato di una bilancia e di dimensioni adeguate alla quantità di uve conferite
- pigiatura

il locale dovrà essere dotato di un adeguato numero di contenitori per contenere l'uva che sarà pigiata, e delle relative macchine
- fermentazione

il locale (chiamato anche tinaia) dovrà essere dotato delle vasche o dei tini di fermentazione, dei macchinari ausiliari (pompe per il travaso del liquido, impianti di estrazione dell'anidride carbonica, termogeneratori), e soprattutto dovrà essere facilmente pulibile
- elaborazione e conservazione

il locale dovrà essere dotato di adeguati contenitori per il completamento della fermentazione del vino, e di caratteristiche tali da consentire l'eventuale fermentazione malolattica
- conservazione e l'invecchiamento

il locale (o più propriamente la cantina) dovrà avere adeguate caratteristiche di temperatura, umidità, luminosità e ventilazione al fine di non causare danni al vino in affinamento o in giacenza
La cantina privata ideale deve avere caratteristiche analoghe alla cantina ideale di un'azienda; ovviamente sarà di dimensioni adeguate all'esigenza dell'utilizzatore (privato o commerciale).

## Degustazione

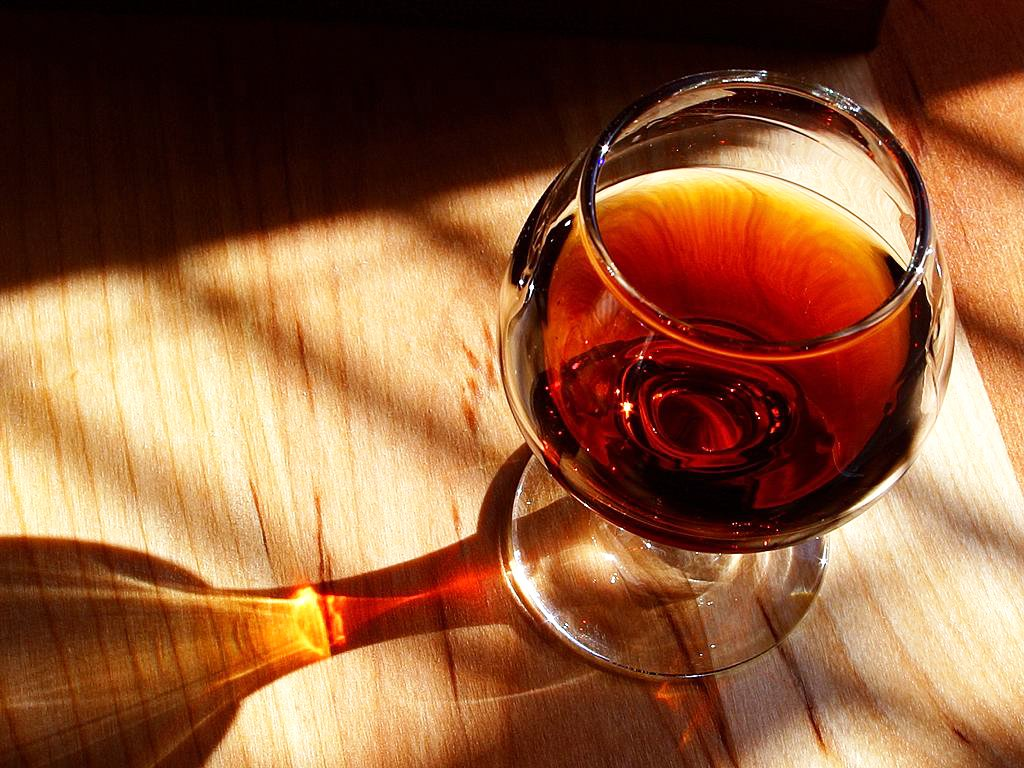
Balloon per la degustazione del cognac

La degustazione è il procedimento tecnico finalizzato a determinare in maniera per quanto possibile oggettiva le caratteristiche di un vino.
Affinché la degustazione possa fornire risultati oggettivi, è necessario stabilire delle regole generali valide per tutti coloro che eseguono una degustazione.
Esistono diverse metodologie di degustazione, elaborate dalle varie organizzazioni che si occupano di vino, ma tutte sostanzialmente prevedono tre distinte fasi di analisi sensoriale:
- analisi visiva
- analisi olfattiva
- analisi gustativa

Dopo aver completato le tre fasi dell'analisi sensoriale, si arriva ad una fase conclusiva, rivolta a descrivere le sensazioni generali derivate dall'insieme dei parametri considerati.

## Enologo
L'enologo è il professionista competente in enologia. Il tipo di formazione scolastica e l'eventuale esistenza di un albo sono requisiti che dipendono dalla regolamentazione di ciascuna nazione. In alcune nazioni, come in Italia, esiste una figura diversa dall'enologo, denominata enotecnico.